# Большие Блины
Большие Блины — опустевшая деревня в Верхошижемском районе Кировской области в составе Калачиговского сельского поселения. 

## География
Находится на расстоянии примерно 22 км на восток по прямой от райцентра посёлка Верхошижемье. 

## История
Известна с 1724 года как починок Ирдыма с 4 дворами, что принадлежал Успенскому Трифонову монастырю, в 1764 году проживало 91 житель. В 1873 году здесь (починок Крыша речки или Большия Блины) было учтено дворов 5 и жителей 108, в 1905 9 и 54, в 1926 (уже деревня Большие Блины или Худощавые или У речки Ирдым) 10 и 51, в 1950 11 и 37, в 1989 уже не осталось постоянных жителей. Нынешнее название утвердилось с 1939 года. 

## Население
Постоянное население не было учтено как в 2002 году, так и в 2010.